# غلامرضا وزان
غلامرضا وزان (زادهٔ ۱۳۳۴، بوشهر)، خوانندهٔ بومی خوانندهٔ موسیقی محلی و بندری بوشهر است.
وزان در سال ۱۳۳۴ در محله بلبلی‌های سنگی بوشهر به دنیا آمد، دورهٔ دبیرستان او در مدرسه سعادت بوشهر همزمان با شکوفایی هنری او بود. بعد از تحصیل در دانشسرای معلمان یزد در بوشهر بعنوان معلم تا بازنشستگی تدریس داشت. در زمینه مداحی هم فعالیت داشته. پس از انقلاب وزان فعالیت موسیقی خود را از سال ۱۳۶۴ از سر گرفت و با گروه موسیقی مفتون همکاری کرد و هر ساله در جشنوارهٔ موسیقی فجر و سایر جشنواره‌ها حضور فعال داشت که با مقام‌های برتر گروهی و انفرادی در خلال این ادوار نیز همراه شد. همزمان همکاری خود را در سال ۷۸ با گروه مروارید لیان به سرپرستی محسن شریفیان آغاز نمودکه منجر به همکاری چندین ساله و انتشار دو آلبوم «شپ» و «بندری» شد، که بسیار مورد استقبال قرار گرفت.
پس از جدایی از گروه لیان بطور مدوام و مستمر صرفاً با گروه موسیقی محلی هیرون در سمت خوانندگی و آهنگسازی و در مواردی تنظیم اشعار همکاری می‌کند.